# حركة العدالة العالمية
حركة العدالة العالمية، شبكة من الحركات الاجتماعية المُعولمَة التي تطالب بالعدالة العالمية من خلال معارضة ما يُعرف غالبًا باسم «عولمة الشركات» وتعزيز التوزيع المتساوي للموارد الاقتصادية.

## الحركة الشاملة للحركات
تصف حركة العدالة العالمية المجموعات الفضفاضة للأفراد والجماعات- التي يشار إليها غالبًا باسم «حركة الحركات» - الذين يدافعون عن قواعد التجارة العادلة، وموقفهم سلبي بالنسبة للمؤسسات الاقتصاد العالمي الحالية مثل منظمة التجارة العالمية.
يطلق الإعلام السائد على الحركة تسمية الحركة المناهضة للعولمة عادةً، لكن المشاركين ينكرون أنهم مناهضون للعولمة في كثير من الأحيان، ويصرون على أنهم يدعمون عولمة الاتصالات والناس، ويعارضون التوسع العالمي لقوة الشركات فقط. يشير المصطلح أيضًا إلى منظور مناهض للرأسمالية وعالمي حول العولمة، مميزًا الحركة عن أولئك المعارضين للعولمة الذين تستند سياساتهم إلى دفاع محافظ عن السيادة الوطنية. يجادل بعض الباحثين في الحركات الاجتماعية بأن مفهومًا جديدًا للعدالة- جنبًا إلى جنب مع بعض المفاهيم القديمة- يكمن وراء العديد من الأفكار والممارسات النقدية التي طُوّرت في سياق هذه الحركة. يصيغ حامد حسيني هذا النمط الجديد من تحديد مفهوم العدالة، العدالة التكيُّفية، ويجادل بإمكانية تفسير كل من الطبيعة الفريدة للحركة والتعقيدات العالمية لحقبة ما بعد الحرب الباردة بظهور هذا المفهوم. «انبثق هذا المفهوم الجديد للعدالة من تجارب العديد من الناشطين وتأثيرهم على تعقيدات العولمة» على حد قوله.
تشمل الركائز التنظيمية الرئيسية للحركة: حركة فيا كامبيسينا، ومنظمة المزارعين الأسرية الدولية، وحركة الشعوب العالمية (مجموعة واسعة من المجموعات الشابة غالبًا)، ويوبيل 2000، والحركة المسيحية لإعفاء الديون الدولية، وأصدقاء الأرض، والحركة الدولية المناصرة للبيئة، وبعض المؤسسات الفكرية مثل التركيز على الجنوب العالمي وشبكة العالم الثالث، بالإضافة إلى بعض المنظمات النقابية الأممية والعابرة للحدود. شملت الجهات المشاركة مجموعات الطلاب من أنحاء العالم، والمنظمات غير الحكومية، والنقابات العمالية، والجماعات الدينية ومجموعات السلام، ودور النشر مثل نيو إنترناشيوناليست، وتُنسّق الحركة بمرونة في المنتديات الاجتماعية. تسخر موارد المنظمات غير الحكومية التي تتخذ من الشمال مقراً لها- رغم تركز السلطة الرسمية في الجنوب العالمي غالبًا- هذه السلطة غير المتناسبة لتهميش المنظمات الشعبية من الجنوب بشكل غير رسمي.

## التضامن الدولي
تدّعي حركة العدالة العالمية أنها تركز بشكل كبير على التضامن عبر الوطني الذي يوحد الناشطين في الجنوب العالمي والشمال العالمي. جادل البعض بأن المنتدى الاجتماعي العالمي أحد الأمثلة الممتازة على هذه الجهود المركزة، حيث يجمع الناشطين من جميع أنحاء العالم للتركيز على الفلسفة المشتركة والحملات. يرى آخرون أن المنظمات غير الحكومية الشمالية والجهات المانحة والناشطين يهيمنون على المنتدى الاجتماعي العالمي، ويجادلون بأن التمثيل الجنوبي منظم إلى حد كبير من خلال المانحين الشماليين والمنظمات غير الحكومية التابعة لهم، وأن المنظمات الشعبية في الجنوب العالمي تُهمّش بشكل منهجي أو تُحتوى بطريقة شديدة التبعية. تقاطع العديد من الحركات الشعبية في الجنوب- لذلك السبب- المنتدى والمنظمات غير الحكومية التي تحرس التمثيل في المنتدى أو تعارضه بكثرة في بعض الحالات باعتباره مجرد مساحة أخرى للسيطرة.